# Seven Stages to Achieve Eternal Bliss
Seven Stages to Achieve Eternal Bliss, noto anche come Seven Stages to Achieve Eternal Bliss By Passing Through the Gateway Chosen By the Holy Storsh, è un film del 2018 diretto da Vivieno Caldinelli.

## Trama
Una giovane coppia si trasferisce in un nuovo appartamento, ma scopre che la proprietà viene spesso violata da membri di una setta che usano il bagno per suicidarsi, illusi che la speciale vasca da bagno li aiuterà a raggiungere l'illuminazione.

## Promozione
Il trailer è stato diffuso il 28 febbraio 2020.

## Distribuzione
Il film è stato presentato al Tribeca Film Festival il 20 aprile 2018.